# Giovanni Pietro Magni
Giovanni Pietro Magni, auch Giovanni Pietro Magno genannt (* 2. Mai 1655 in Bruzella; † 15. Dezember 1723 in Castel San Pietro), war ein überwiegend in Südthüringen und Franken wirkender Schweizer Stuckateur und Architekt Tessiner Abstammung.

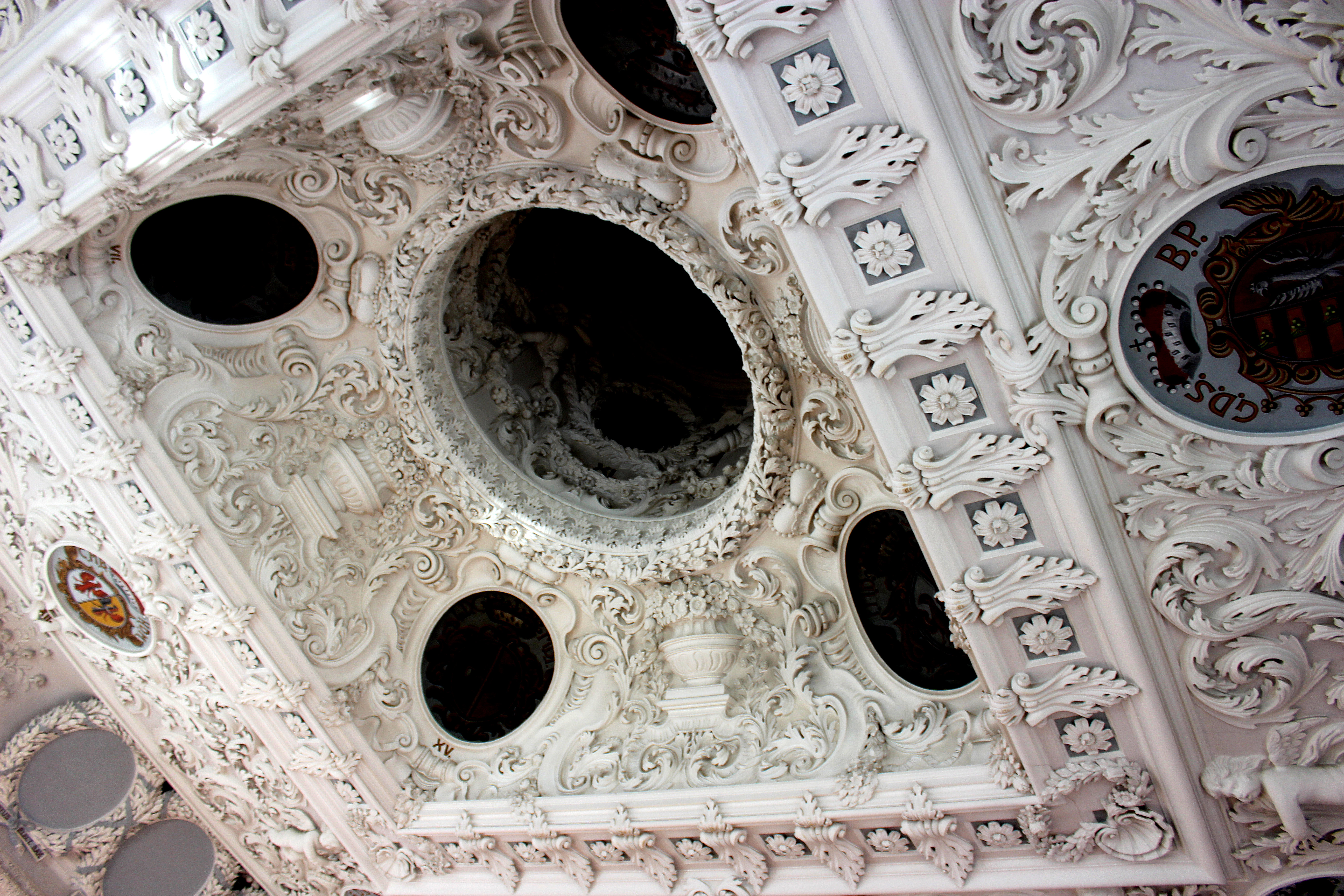
Giovanni Pietro Magni: Stuckaturen, Hessensaal des Schlosses Elisabethenburg, Meiningen, 1686.

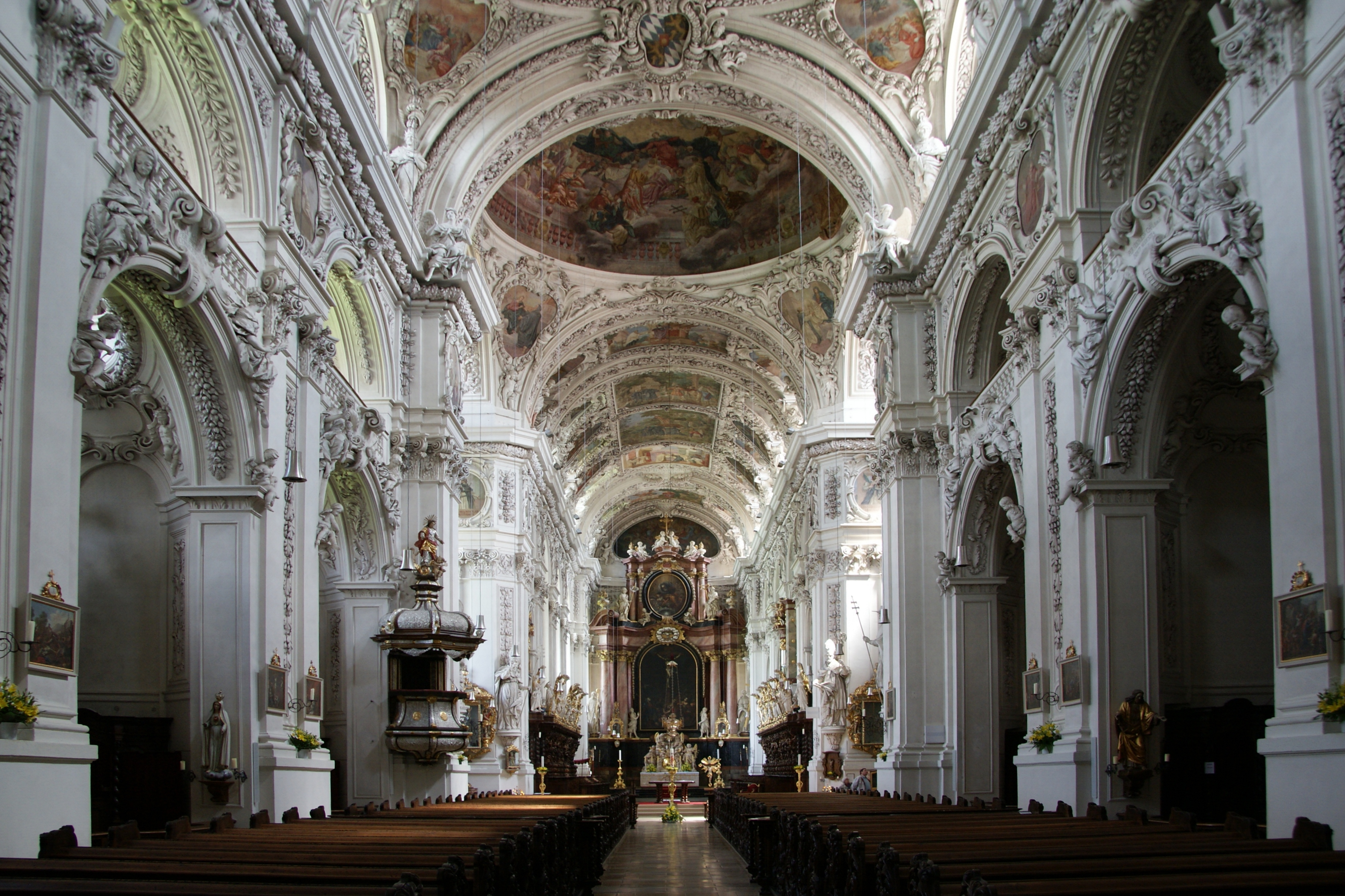
Giovanni Pietro Magni: Stuckaturen, Stiftskirche der Abtei Waldsassen, 1689.

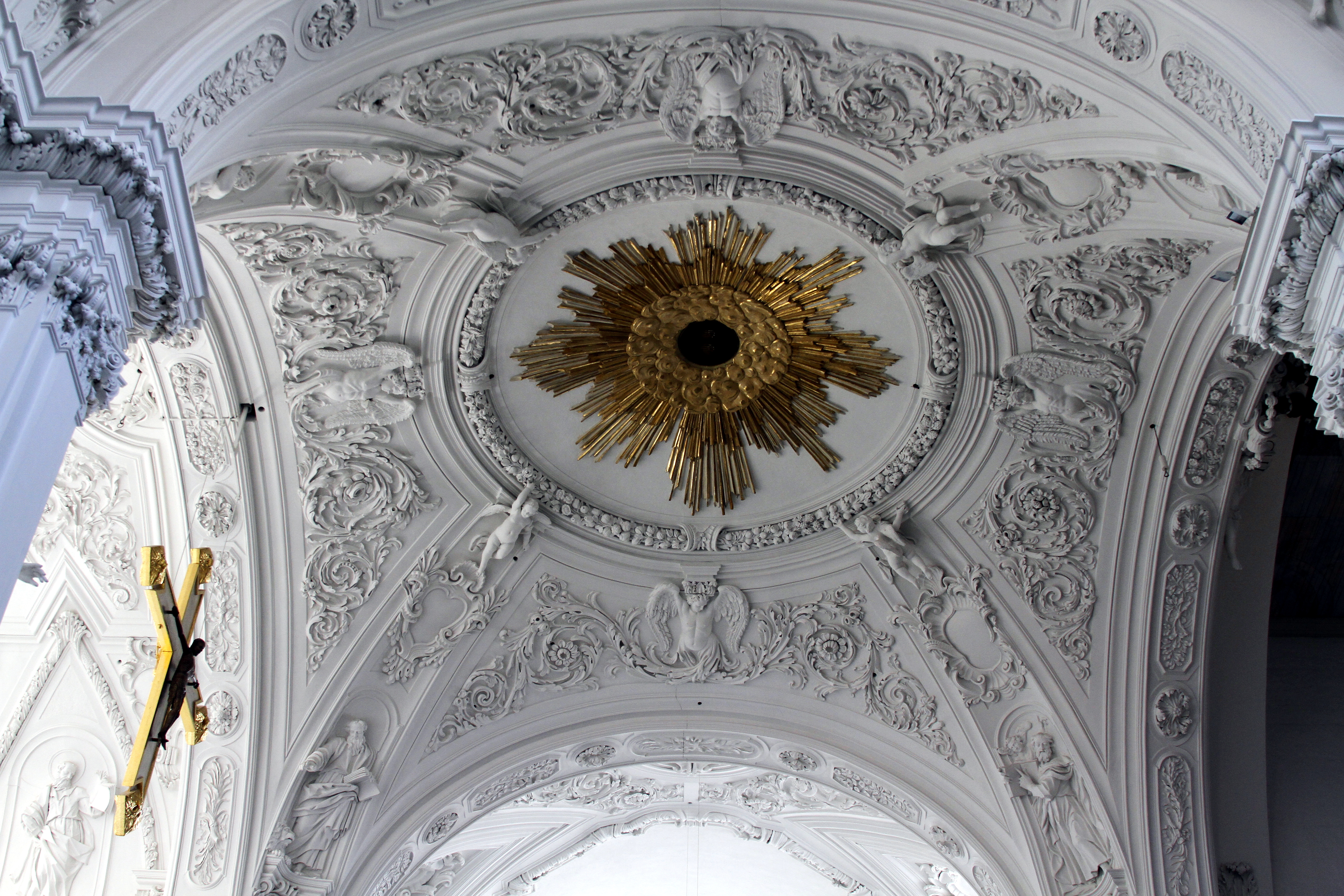
Giovanni Pietro Magni: Stuckaturen, Sankt Kilian Kathedrale, Würzburg, 1699.

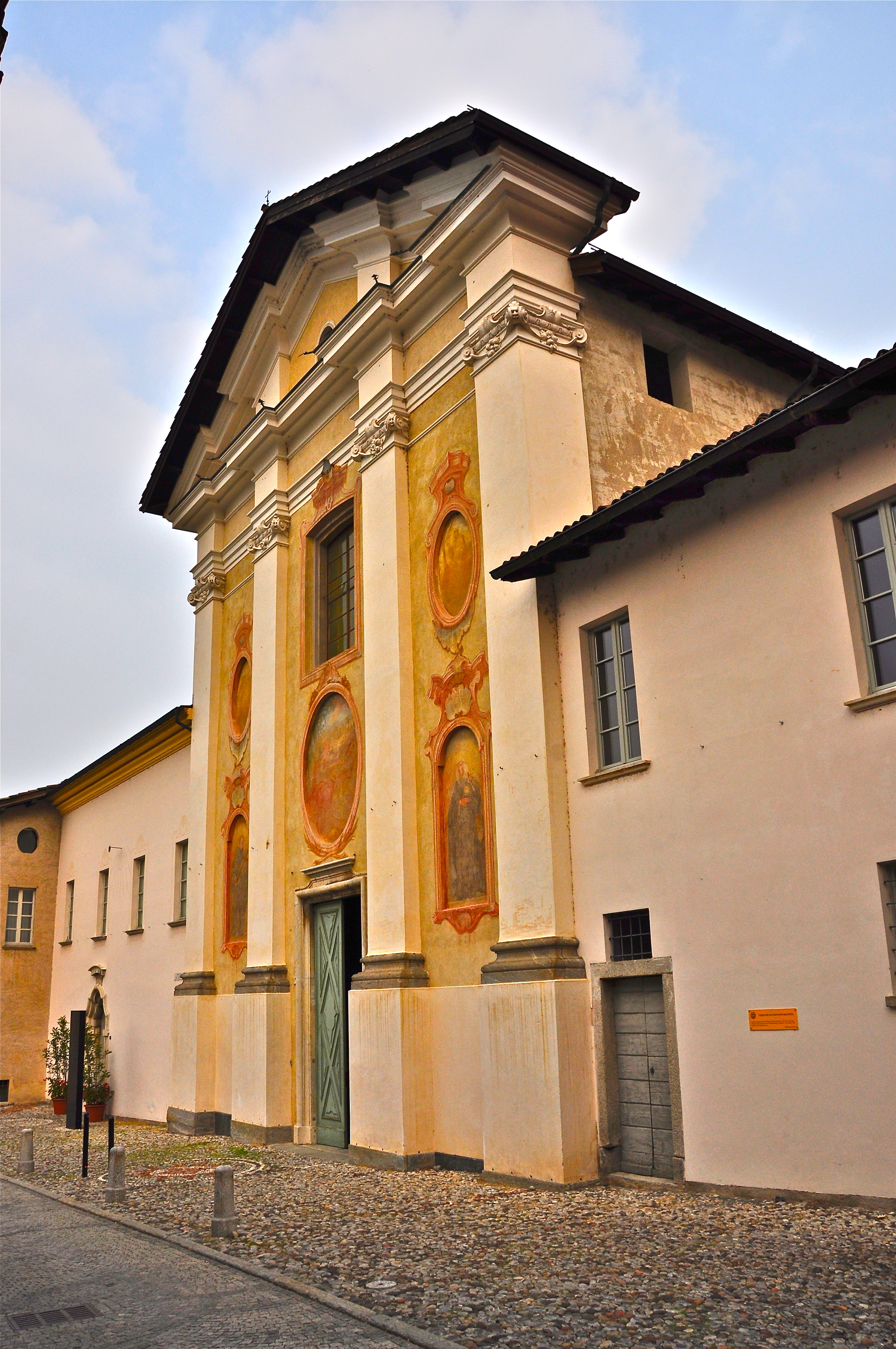
Giovanni Pietro Magni: Kirche San Giovanni Battista, Mendrisio, 1722.

## Leben
Giovanni Pietro war Sohn des Giovanni Pietro und dessen Ehefrau Marta Parravicini. Er heiratete 1686 Maria Orsola Salterio (1661–1706). Seine Lehrzeit, die üblicherweise mit 12 Jahren begann, machte Giovan Pietro beim Bildhauer Agostino Silva (1628–1706) in Morbio Inferiore, der dort eine florierende Werkstatt betrieb. Dann zog es ihn nach Rom, das um 1670 bis 1690 Ziel einer ganzen Generation von jungen Bildhauern war und wo Gian Lorenzo Bernini (1598–1680) als unbestrittener Meister galt. Nach dem Tod von Antonio Raggi und Ercole Ferrata, seiner beiden Lehrmeister im Jahre 1686, kam es zu einem regelrechten Auswanderungsschub nach Deutschland und Österreich.
Erste Arbeiten Magnis waren in Meiningen, Waldsassen, Michelberg und Ebrach. Magni 1686 ist erstmals in Deutschland nachweisbar, als er den grossen Saal des Schlosses Elisabethenburg in Meiningen dekorierte. Die Stadt liegt im Dreiländereck Thüringen-Hessen-Bayern und wurde 1680 Residenzstadt des neu gegründeten Herzogtums Sachsen-Meiningen. Im Jahr 1688 begab sich Magni nach Waldsassen, wo umfangreiche Bauten im Zisterzienserkloster im Gange waren und grosser Bedarf an qualifizierten Künstlern bestand. Dann war Magni in Bamberg, wo er zwischen 1697 und 1699 im von Leonhard Dientzenhofer neu erbauten Kloster Michelsberg und an Altären in der Martinskirche arbeitete.
1699 legte Magni mehrere Pläne für die neue Innengestaltung des Würzburger Dom vor, der viertgrössten romanischen Kirche in Deutschland. Als Hofstuckateur musste sich Magni nicht an die Zunftregeln halten und konnte so viele Mitarbeiter und Gesellen einstellen, wie er brauchte; fünf Jahre dauerte es, um alle Wände mit Stuckaturen zu überziehen und Dutzende von Statuen zu schaffen. Eine alte Aufnahme, vor dem Einsturz 1946, gibt einen Eindruck von der Vielfalt der Reliefs, Figuren und ornamentalen Dekorationen. Zum Abschluss der Arbeiten erhielten Magni und seine Mitarbeiter am 24. Januar 1706: 12.286 Reichstaler, 69 Malter Korn und 7 Fuder, sowie 10 Eimer Wein.
Im Jahre 1707 und 1708 folgte ein neuer Auftrag: die Ausschmückung der Fürstenzimmer im Juliusspital von Würzburg, dem ersten modernen Krankenhaus in Deutschland, dessen Pläne vom Baumeister Antonio Petrini stammten. Auch im Gartenpavillon des Spitals, 1705 als repräsentativer Raum für Festlichkeiten erbaut, war das Magni-Team tätig. Magni war im Raum Würzburg-Bayreuth-Bamberg beschäftigt, jedoch ist dieser Teil seiner Karriere noch nicht gut erforscht. Er schuf Arbeiten in Kitzingen (Schloss, 1945 zerstört; Stadtkirche, nur die Stuckdecke ist erhalten); Volkach bei Würzburg (Schönborn’sches Schloss); Schloss Himmelkron in Lanzendorf, Kreis Kulmbach; Schloss Thurnau in Thurnau, Kreis Kulmbach (Stuckdecke von 1710); Creussen (Kirche St. Jakobus); Neustadt am Kulm.
Magni kehrte nach dem Tod seines Auftraggebers von Greiffenclau im Jahre 1719 in die Heimat zurück; dort fertigte er die Pläne für die Kirche San Giovanni Battista von Mendrisio, die von 1722 bis 1723 gebaut wurde. Die Stuckaturen im Hauptschiff entstanden in den darauf folgenden Jahren. Dann errichtete er den Kaminaufsatz in Magnis Haus in Castel San Pietro, heute Casa Cassina. Auch in Mailand kann sein Wirken nachgewiesen werden. Er war Lehrer von Giovan Battista Clerici.